# 宁化站 (铁路)
宁化站，位于中华人民共和国福建省三明市宁化县城南镇，是兴泉铁路和建化铁路上的火车站。

## 概况
宁化站于2020年2月动工，总投资1.5亿元，建筑面积近5000平方米，建筑高度19.9米；车场设计规模为2台6线，设基本站台1座，中间站台1座，旅客地道1座，最多可容纳800名乘客同时聚集。
车站于2021年9月30日，随兴泉铁路（兴国至清流段）与建化铁路通车一并启用，结束了宁化不通客货铁路的历史，有利推动当地经济社会发展。